# 樂同站
樂同站位於中國广东省广州市花都区秀全街道乐同村，是广清城际铁路的车站，於2020年11月30日啟用。

## 车站结构

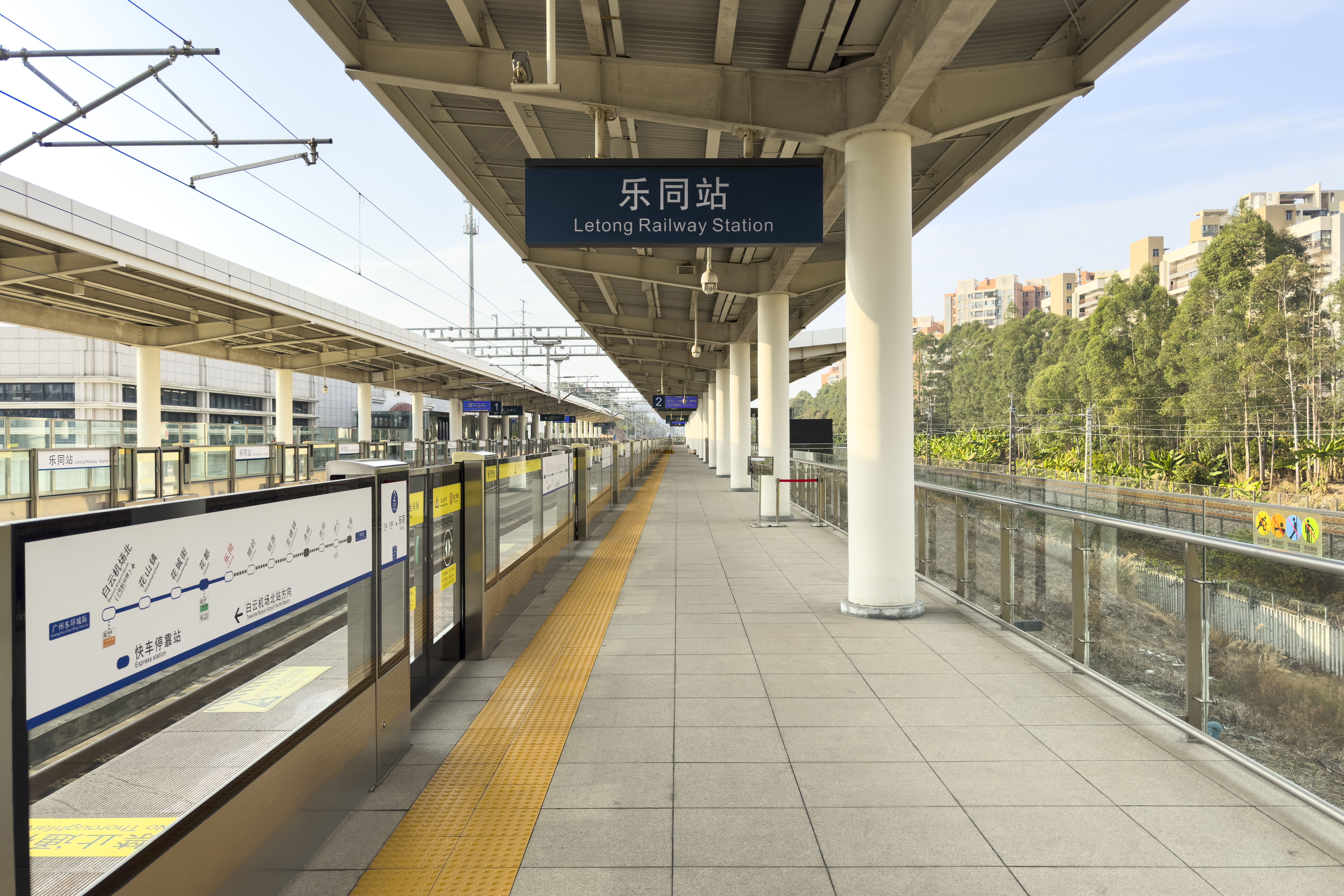
2站台

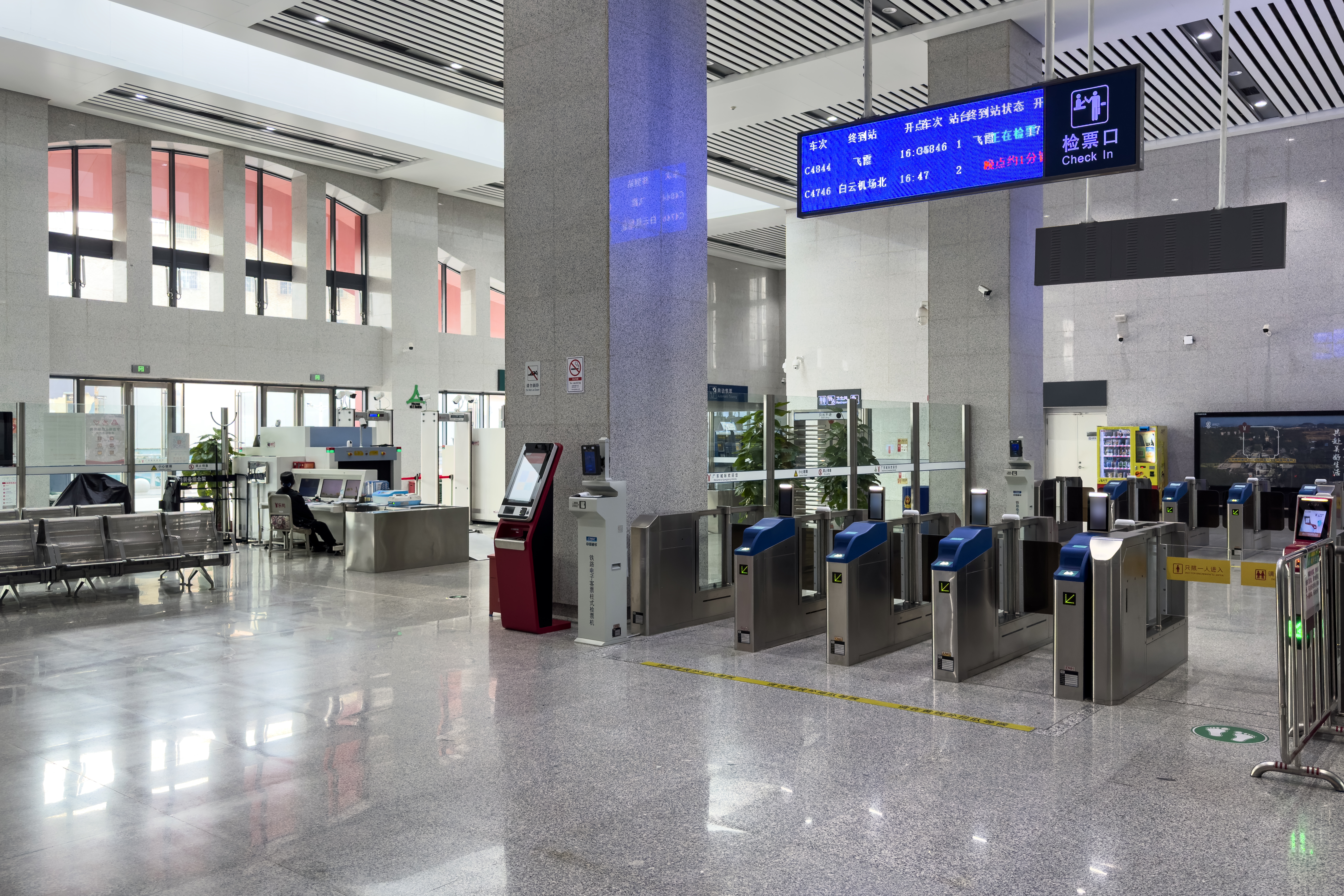
站厅

### 车站楼层
本站为一座地上侧式不带越行线的车站，位于京广铁路旧乐同站（现为线路所）西侧，站房设在上行月台西侧。
| 地上二层 | 侧式站台 | 侧式站台                        | 侧式站台 | 侧式站台 |
|          | 2站台    | 广清城际 花都方向（下站：花都） |          |          |
|          | 1站台    | 广清城际 飞霞方向（下站：獅嶺） |          |          |
|          | 侧式站台 |                                 |          |          |
| 地面     | 站厅     | 进出站口、售票处、候车区        |          |          |
| 地下一层 | 联络通道 | 来往站厅与2站台                 |          |          |

### 出入口
乐同站设有一个出入口供乘客进出车站。
|                                 |      |      |          |                  |
| 编号                            | 设施 | 照片 | 出口指示 | 建议前往的目的地 |
| 出入口                          | 同层 |      | 石陂大街 | 石陂大街         |
| 註： 設有 \| 設有 \| 設於同一層 |      |      |          |                  |

## 历史

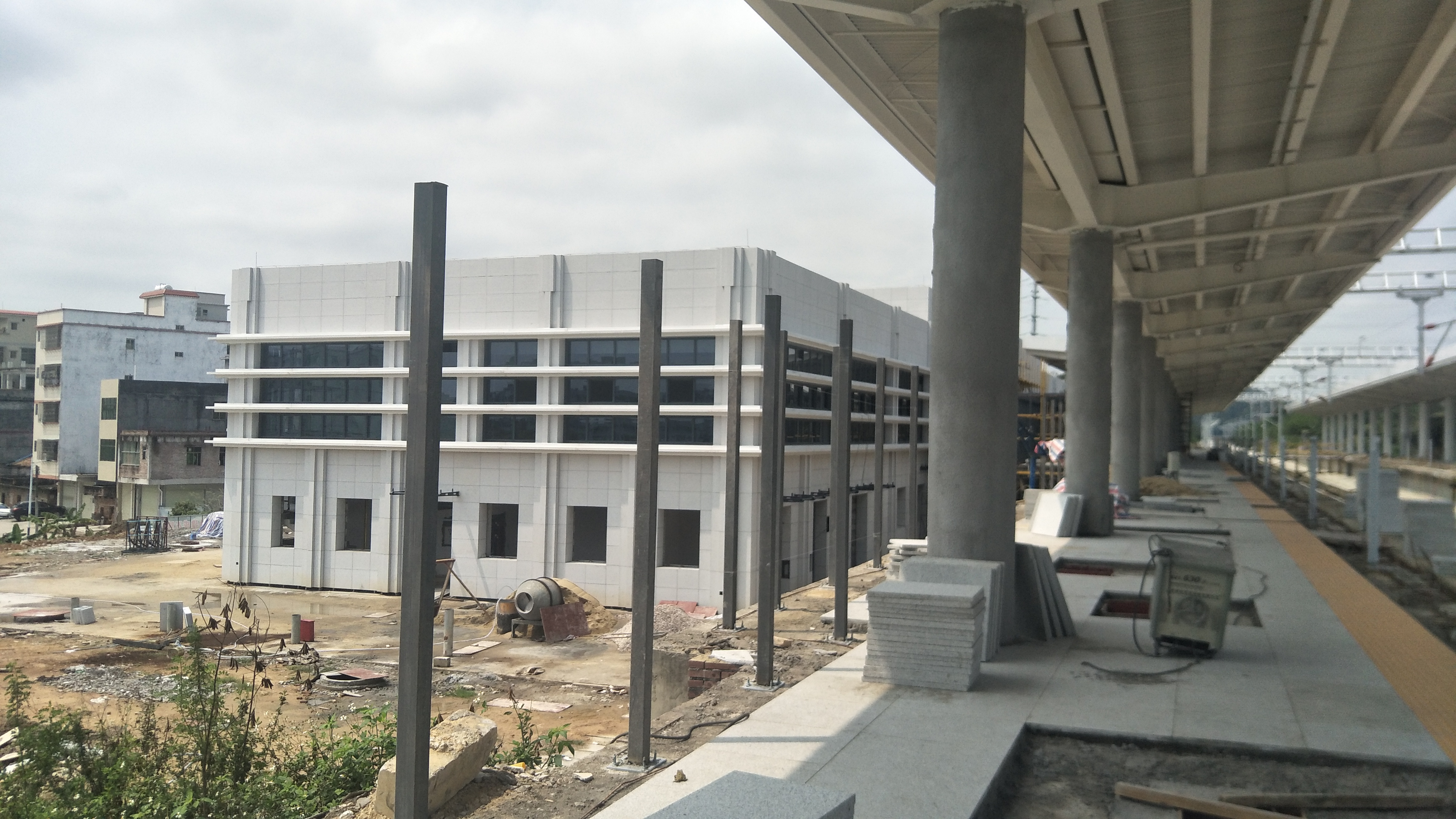
施工中的1站台（2019年4月）

京广铁路曾在军田站和花都站间设有“乐同站”，早在粤汉铁路广韶段通车时就开始运营。1934年在时刻表上有四对车来往本站。衡广铁路复线化后于1988年9月30日撤销。现残存有线路所，设有人看守岗亭两座。
广清城际铁路上的本站，最初规划名为汽车学院站，原规划从本站分出支线至白云机场，后来支线被划入新白广城际工程中。后本站调整为石陂站，于2014年6月进场开工，2017年10月20日完成主体及附属设施施工。2020年定名乐同站，并于11月30日随广清城际铁路开通而启用。

## 接驳交通
乐同站曾设有配套公交站，仅往来花都区中心的花38路在该站停靠。后该线因客流低迷停办，公交站亦暂停使用。